# Assembleia Legislativa do Piauí
Assembleia Legislativa do Piauí é o órgão de poder legislativo do estado do Piauí, exercido através dos deputados estaduais. Fica localizada no bairro Cabral em Teresina, na avenida Marechal Castelo Branco.

## Histórico

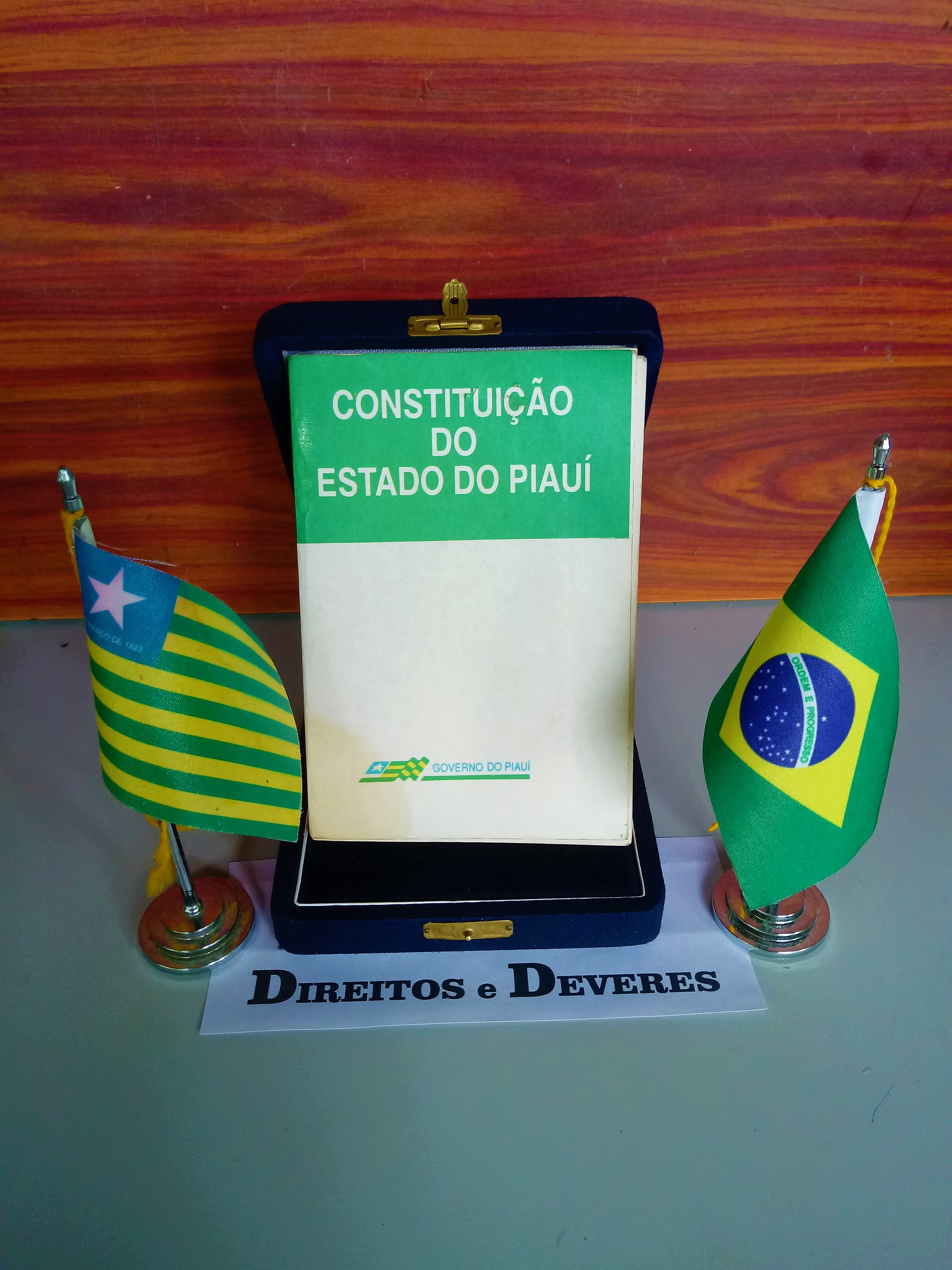
Constituição do Estado do Piauí promulgada pela Assembleia Legislativa do Piauí em 1989.

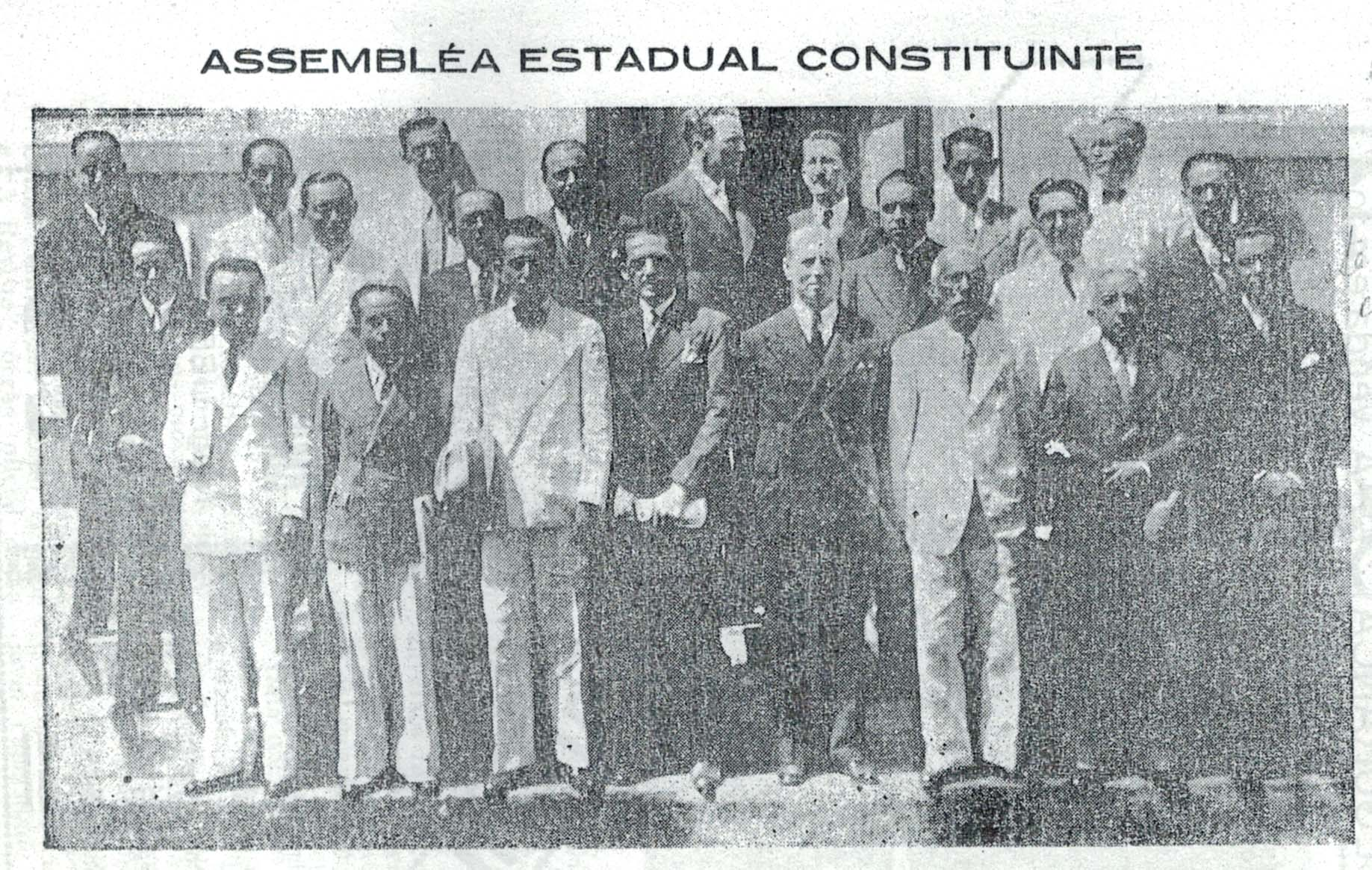
Membros da Assembleia Constituinte do Piauí de 1935, logo após a promulgação da Constituição do estado de 1935 numa fotografia do dia 18 de julho de 1935 que tem no Almanaque da Parnaíba de 1936.

No Dicionário Histórico e Geográfico do Estado do Piauí, de Cláudio Bastos (1994) cita-se o seguinte: "Assembleia Legislativa Provincial - criada pela Lei n.º 16, de 12 de agosto de 1834 (Ato Adicional), em substituição ao Conselho Geral de Província. Instalada a 4 de maio de 1835, em Oeiras, transferindo-se para Teresina, quando da mudança da capital. A primeira legislatura (1835/7) funcionou até 4 de julho de 1835, período em que votou 26 resoluções provinciais, entre as quais:
- Resolução nº 01, de 5/06/1835 - mandava adotar aulas de filosofia, bem como os compêndios de lógica, metafísica e ética, de Ornelli, traduzidos pelo Dr. João de Deus e Silva;
- Resolução provincial nº 13, de 25/06/1835 - Criação do corpo de polícia, com 300 praças;
- Resolução Provincial nº 18, de 25/06/1835 - Sobre os Índios;
- Resolução Provincial nº 19, 04/07/1835 - criou o Hospital da Caridade de Oeiras".[2]

## Imprensa
Em 1835 imprimiu o Correio da Assembleia Legislativa da Província do Piauí para veiculação da literatura dos atos oficiais da casa. Atualmente publica o Diário Oficial da Assembleia Legislativa do Piauí.

## Senado Estadual
No início do Período Republicano o Piauí foi um dos estados que optaram por ter um Senado Estadual. Na Constituição Estadual de 27 de maio de 1891 em seu artigo 7º diz:" O Poder Legislativo é exercido pelo Congresso do Estado que se comporá de dois ramos -  Câmara dos Deputados e Senado"; no  parágrafo único do artigo 22  o texto registra que a Câmara dos Deputados se comporá de 20 membros e no  artigo 24 da idem grafa que o Senado compunha-se de 10 membros.